# Gaspar Dubarry
Pour les articles homonymes, voir Dubarry.
Gaspar Dubarry né le 18 janvier 2002, est un joueur argentin de hockey sur gazon. Il évolue au poste de gardien de but à Banco Provincia et avec l'équipe nationale argentine.

## Carrière
- Il a fait partie de l'équipe première dans le cadre de la Ligue professionnelle 2021-2022 en février 2022 en ne jouant pas encore le moindre match[1].